# Партија демократског прогреса
Партија демократског прогреса (ПДП) парламентарна је странка у Републици Српској и Босни и Херцеговини, заснована на политици економског либерализма, конзервативизма, те проевропеизма.
Њен оснивач је Младен Иванић, бивши предсједник Владе Републике Српске (2001—2003) и бивши министар иностраних послова у Савјету министара Босне и Херцеговине (2003—2007). Садашњи предсједник Драшко Станивуковић је преузео вођство 15. децембра 2024. године.
Партија демократског прогреса (ПДП) је политичка организација слободних и одговорних чланова која дјелује на територији Републике Српске и Босне и Херцеговине. Циљ ПДП-а је изградња слободног, демократског, отвореног и цивилног друштва, интегрисаног у заједницу европских народа и држава, заснованог на парламентарној демократији, владавини права, тржишној економији и остварењу основних људских права и слобода.
За остварење својих циљева ПДП се бори демократским парламентарним и ненасилним ванпарламентарним средствима.
По карактеру, ПДП је партија политичког центра, са нагласком на економски либерализам.
Током 2015. године, странка Тихомира Глигорића, Српска алтернатива, је приступила ПДП-у.
У априлу мјесецу 2019. године, овој партији је приступила и Српска радикална странка Републике Српске.

## Предсједници
| Бр. | Бр. | Председник          | Председник | Рођен-Умро | Почетак функције    | Крај функције      |
| --- | --- | ------------------- | ---------- | ---------- | ------------------- | ------------------ |
| 1.  |     | Младен Иванић       |            | 1958–      | 26. септембар 1999. | 28. новембар 2015. |
| 2.  |     | Бранислав Бореновић |            | 1974–      | 28. новембар 2015.  | 15. децембар 2024. |
| 3.  |     | Драшко Станивуковић |            | 1993-      | 15. децембар 2024.  | тренутно           |

## Резултати
| Избори | # гласова | % од изашлих | # посланика | Влада                     |
| ------ | --------- | ------------ | ----------- | ------------------------- |
| 2000.  | 76.810    | 12,3%        | 11 / 83     | владајући                 |
| 2002.  | 54.756    | 10,7%        | 9 / 83      | владајући                 |
| 2006.  | 38.681    | 6.86%        | 8 / 83      | владајући (до краја 2008) |
| 2006.  | 38.681    | 6.86%        | 8 / 83      | опозиција (од краја 2008) |
| 2010.  | 47.806    | 7,55%        | 7 / 83      | опозиција                 |
| 2014.  | 48.845    | 7,38%        | 7 / 83      | опозиција                 |
| 2018.  | 69.948    | 10,22%       | 8 / 83      | опозиција                 |
| 2022.  | 65.861    | 10,30%       | 8 / 83      | опозиција                 |